# TAXi ダイヤモンド・ミッション
『TAXi ダイヤモンド・ミッション』（タクシー・ダイヤモンド・ミッション、Taxi 5）は、2018年のフランスの犯罪アクションコメディ映画。監督・脚本・主演はフランク・ガスタンビドゥ、出演は他にマリク・ベンタルハとベルナール・ファルシーなど。カーアクション・コメディが中心のフランス映画『TAXi』の第5作だが、今作では主演キャストを一新し、超絶ドライビングテクニックを持つがスピード狂の警官・マロと、伝説のタクシードライバー・ダニエルを叔父に持つ間抜けなタクシー運転手エディが高級車を駆るイタリアの宝石強盗団に立ち向かう姿を描いている。キャッチコピーは「300km/h超え！超速タクシー再始動！！」。

日本国内配給元のアスミック・エースのクレジットが（同社の社名変更に伴い）『③』・『④』の「Asmik Ace Entertainment Inc.」から「Asmik Ace A J:COM COMPANY」に変更された。

## ストーリー
スピード狂の警官・マロはパリ警察検挙率No.1を誇りながらも、問題の多さが原因でマルセイユに左遷されてしまう。赴任先のマルセイユ警察は、スーパーカーや最新装備を駆使したイタリアの宝石強盗団に頭を悩ませていた。マロは彼らに対抗すべく、時速300kmを叩き出す伝説のタクシー、プジョー・407を入手するためダニエルの甥で間抜けなタクシー運転手・エディと組むことになる。

## キャスト
シルヴァン・マロが前作までのダニエル・モラレースに、エディ・マクルーが前作までのエミリアン・クタン＝ケルバレークに相当するが、下記の通り職業が入れ替わっている。尚、今作においてダニエルはエディに愛車の407を譲渡した上で家族でマイアミに移住し、エミリアンは何らかの理由で警察を辞職したことが語られている。
シルヴァン・マロ
演 - フランク・ガスタンビドゥ、日本語吹替 - 加瀬康之
本作の主人公。超絶ドライビングテクニックを持つスピード狂の警官。
エディ・マクルー
演 - マリク・ベンタルハ、日本語吹替 - 花輪英司
本作のもう一人の主人公で、前作までに登場したダニエルは叔父。マルセイユの街を熟知するが、Uberでは最低評価の間抜けなタクシー運転手。
メナール
演 - ムッシュ・プルベ、日本語吹替 - 佐々木義人
マルセイユ警察署員。悪戯好き。
サンドリーヌ
演 - シシ・デュバルク、日本語吹替 - 岡田恵
マルセイユ警察署員。食欲旺盛でかなりの巨漢の紅一点。
ミシェル
演 - アヌアル・トゥバリ、日本語吹替 - 越後屋コースケ
マルセイユ警察署員。敬虔なクリスチャン。
レジス
演 - リオネル・ラジェ、日本語吹替 - 岩崎ひろし
マルセイユ警察署員。必殺仕事人。
ジベール
演 - ベルナール・ファルシー、日本語吹替 - 水野龍司
署長から栄転し今作ではマルセイユ市長として登場。シリーズトップクラスの間抜けとトラブルメーカー振りは相変わらず。
アラン
演 - エドゥアルド・モントート、日本語吹替 - 飛田展男
今作では署長に昇進している。市長になったジベールには相変わらず振り回されている。
トニードッグ（＝アントニオ・ディ・ビアス）
演 - サルヴァトーレ・エスポジト、日本語吹替 - 楠大典
イタリア強盗団のボス。
ロッコ（・ディ・ビアズ）
演 - ファブリツィオ・ネヴォラ、日本語吹替 - 野坂尚也
トニードッグの仲間。
カルロ
演 - マッティーオ・カルロマグノ、日本語吹替 - 不明
トニードッグの仲間。
ロペズ
演 - ムーサ・マースクリ、日本語吹替 - 間宮康弘
国家警察の警察官、イタリア強盗団の内通者。シルヴァン達の事を見下している。
ビジョン
演 - ロマン・ランクリー、日本語吹替 - 佐々木義人
ジベール市長の取り巻き・ビション副市長。
サミア
演 - サブリナ・ウアザニ、日本語吹替 - 小若和郁那
エディの姉。メカニック。
サンディ
演 - サンド・バン・ロイ、日本語吹替 - 種市桃子
エディの恋人。
ハミッド
演 - ファッサ・ブヤハメド、日本語吹替 - 不明
エディの叔父。アルジェリア在住。
ラシッド
演 - ラムジー・ベディア、日本語吹替 - 不明
銃の密売人。
マルコ
演 - ルドゥアン・ブゲラバ、日本語吹替 - 大悟（千鳥）
カージャック犯。
イシェム
演 - イシェム・ブゲラバ、日本語吹替 - ノブ（千鳥）
カージャック犯。

## 評価
アロシネによれば、フランスの16のメディアによる評価の平均点は5点満点中2.1点である。